# Будівля середньої школи № 54, в якій навчався Герой Радянського Союзу Д. К. Шконда

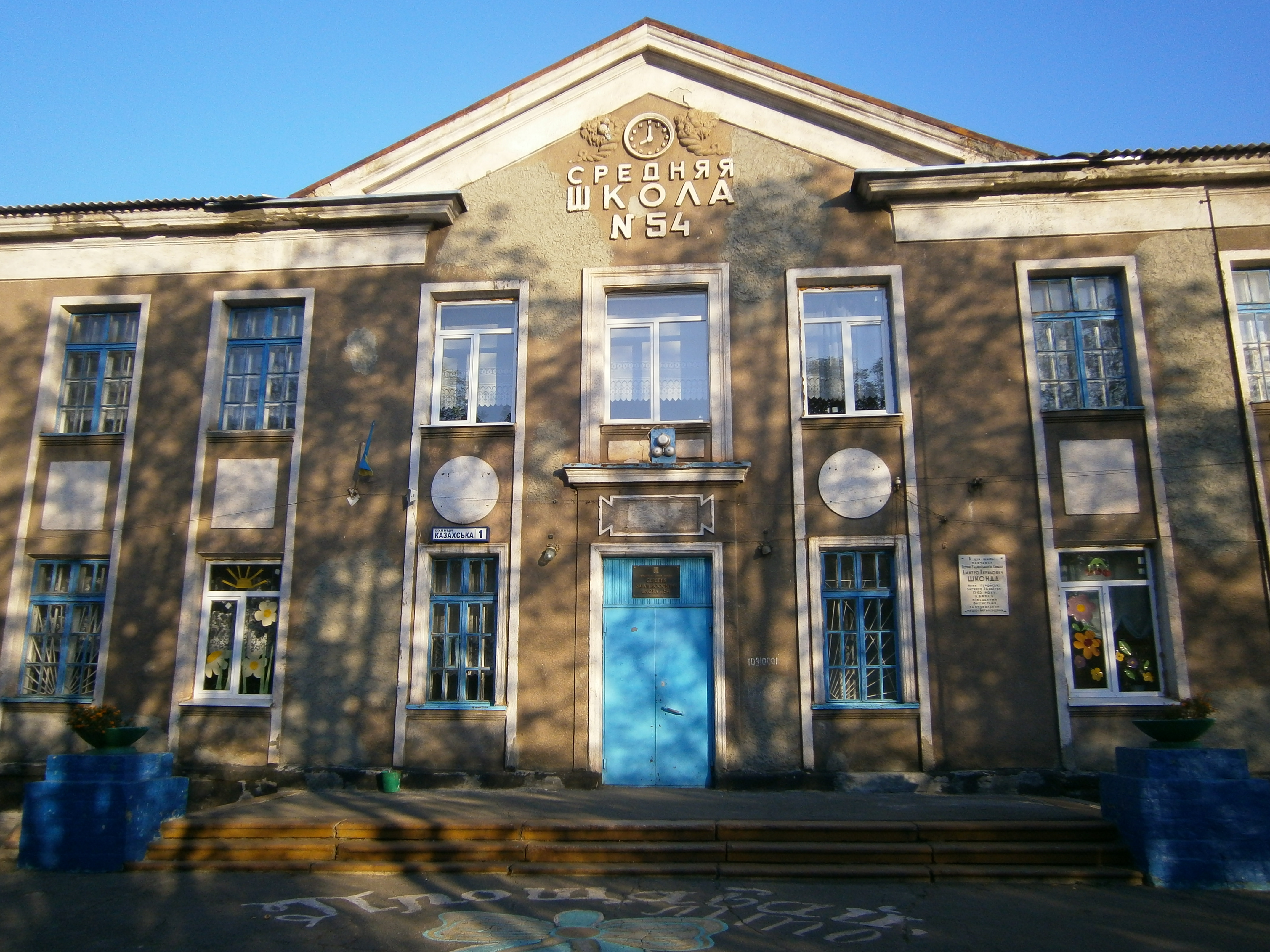

Будівля середньої школи № 54, в якій навчався Герой Радянського Союзу Д.К. Шконда взята на облік у 1972 р. Пам’ятка знаходиться в Покровському районі, вул. Казахська, 1.

## Передісторія
У 1906 р. була відкрита двокласна школа рудника «Дубова Балка».
У 1933-1935 рр. – в будівлі цієї школи навчався  майбутній  Герой Радянського Союзу Дмитро Шконда.
У лютому 1940 р. біля рудничної школи було розпочато будівництво нової триповерхової, її кошторисна вартість склала 800 тисяч карбованців, але не добудована у зв’язку з подіями Другої світової війни.
Шконда Дмитро Кирилович (22.08.1926 – 28.04.1945) відзначився в боях за Берлін у складі 986 стрілецького полку 230 стрілецької дивізії. Загинув 24 квітня 1945 р. Звання Героя Радянського Союзу призначено посмертно 15 травня 1946 р., нагороджений орденом Леніна. У Покровському (колишньому Жовтневому) районі названа вулиця на честь криворізького героя. 
У вересні 1946 р. школа (стара споруда) відновила свою діяльність. В 1954 р. споруджено (добудовано) корпус на 250 учнів. 
В 1967 р. рішенням Криворізького міськвиконкому №13/390 від 27 лютого 1965 р. на будівлі нової школи встановлено меморіальну дошку на честь Дмитра Шконди. Рішенням Дніпропетровського облвиконкому № 53 від 6 липня 1972р. будівля старої школи взята на облік як пам'ятка історії (№ 1688).

## Пам'ятка

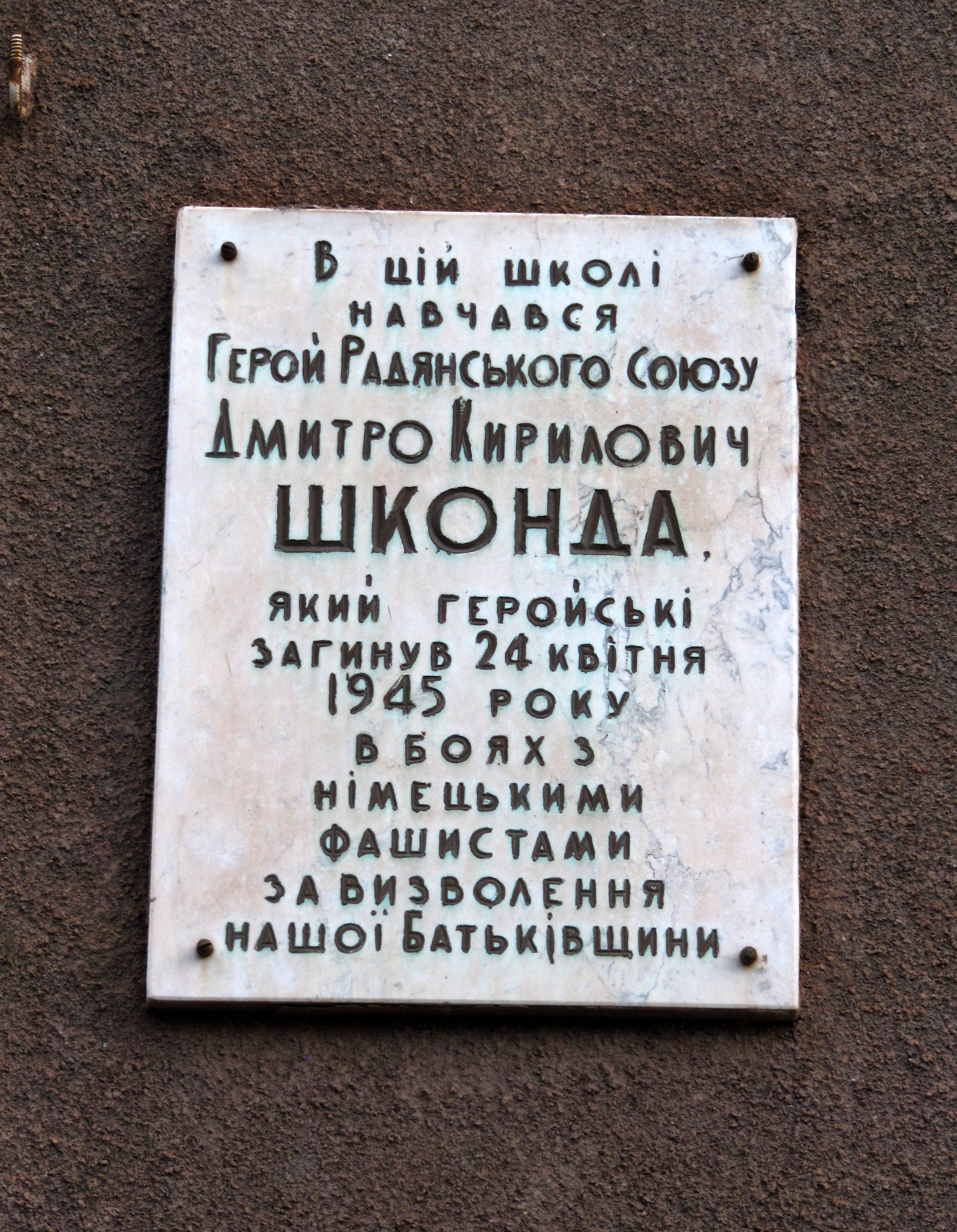

Пам'ятка розташована по вул. Казахська, 1. Будівля школи, в якій протягом 1933-1935 рр. вчився Д. К. Шконда, одноповерхова, цегляна, вкрита шифером, загальною площею 259 м2. Збудована в 1913 р., стиль – південноукраїнський цегляний.
Будівля КЗШ № 54, на якій розташовується меморіальна дошка на честь Д. К. Шконди, триповерхова, цегляна, відкрита в 1954 р. 
Меморіальна дошка на честь Д. К. Шконди білого мармуру, розмірами 0,8х0,6 м, товщина - 3 см. Дошка прикріплена до стіни чотирма болтами. 
На ній викарбувано напис у 13 рядків великими та маленькими літерами українською мовою: «В цій школі / навчався / Герой Радянського Союзу / Дмитро Кирилович Шконда, / який геройські / загинув 24 квітня / 1945 року / в боях з / німецькими / фашистами за визволення / нашої Батьківщини». Літери зафарбовані в чорний колір.